# 딜린저 (1945년 영화)
《딜린저》(Dillinger)는 미국에서 제작된 맥스 노섹 감독의 1945년 범죄, 드라마 영화이다. 에드먼드 로우 등이 주연으로 출연하였고 프랭크 킹 등이 제작에 참여하였다.

## 출연

### 주연
- 에드먼드 로우
- 앤 제프리스

### 조연
- 에두아르도 치아넬리
- 마크 로렌스
- 엘리사 쿡 주니어
- 랠프 루이스
- 엘자 잰슨
- 루드윅 스토셀
- 로렌스 티에니

## 기타
- 미술: 프랭크 폴 실로스